# 20274 Гальперін
20274 Гальперін (20274 Halperin) — астероїд головного поясу, відкритий 20 березня 1998 року.
Тіссеранів параметр щодо Юпітера — 3,470.